# Dorfkirche Badewitz

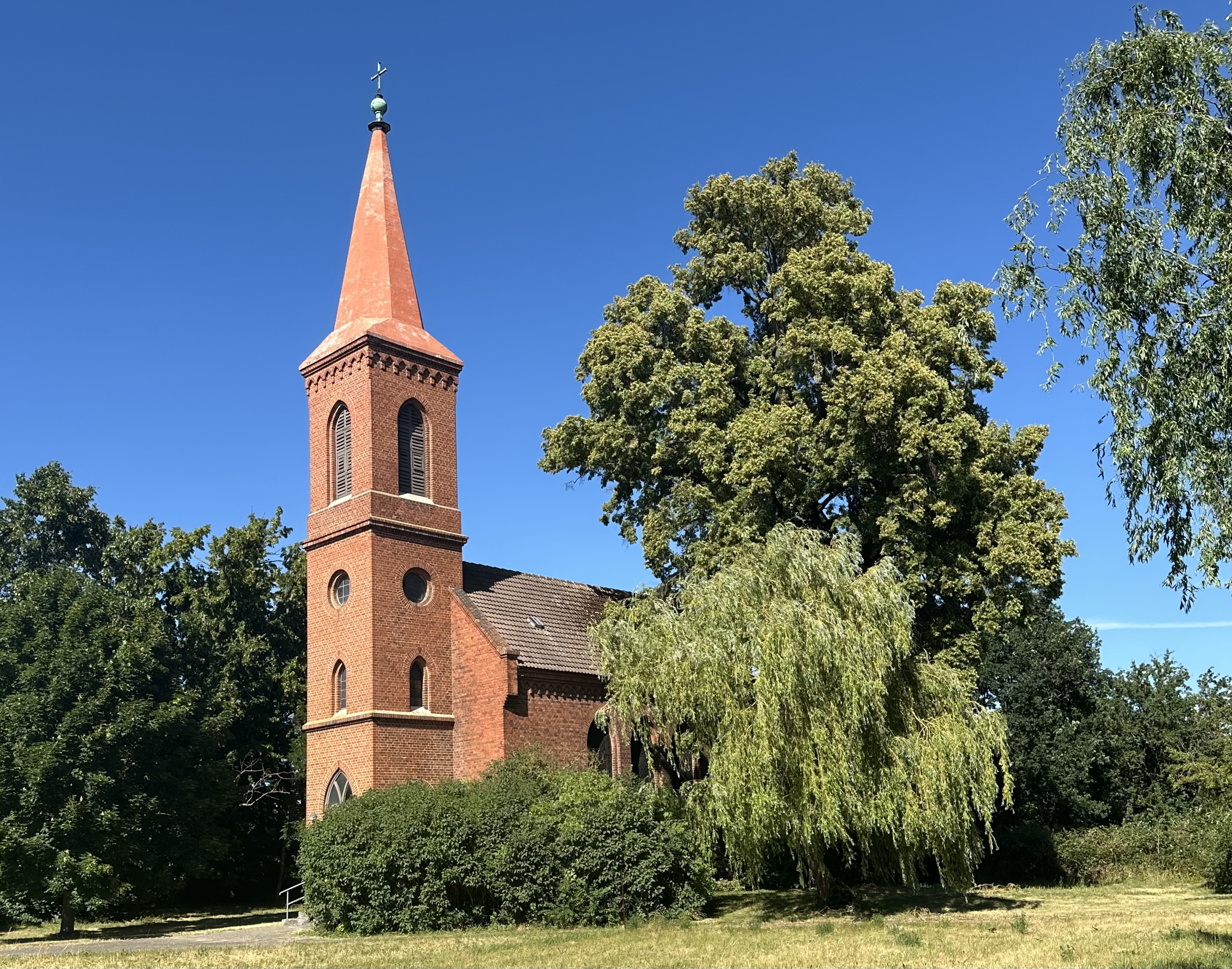
Dorfkirche Badewitz, 2025

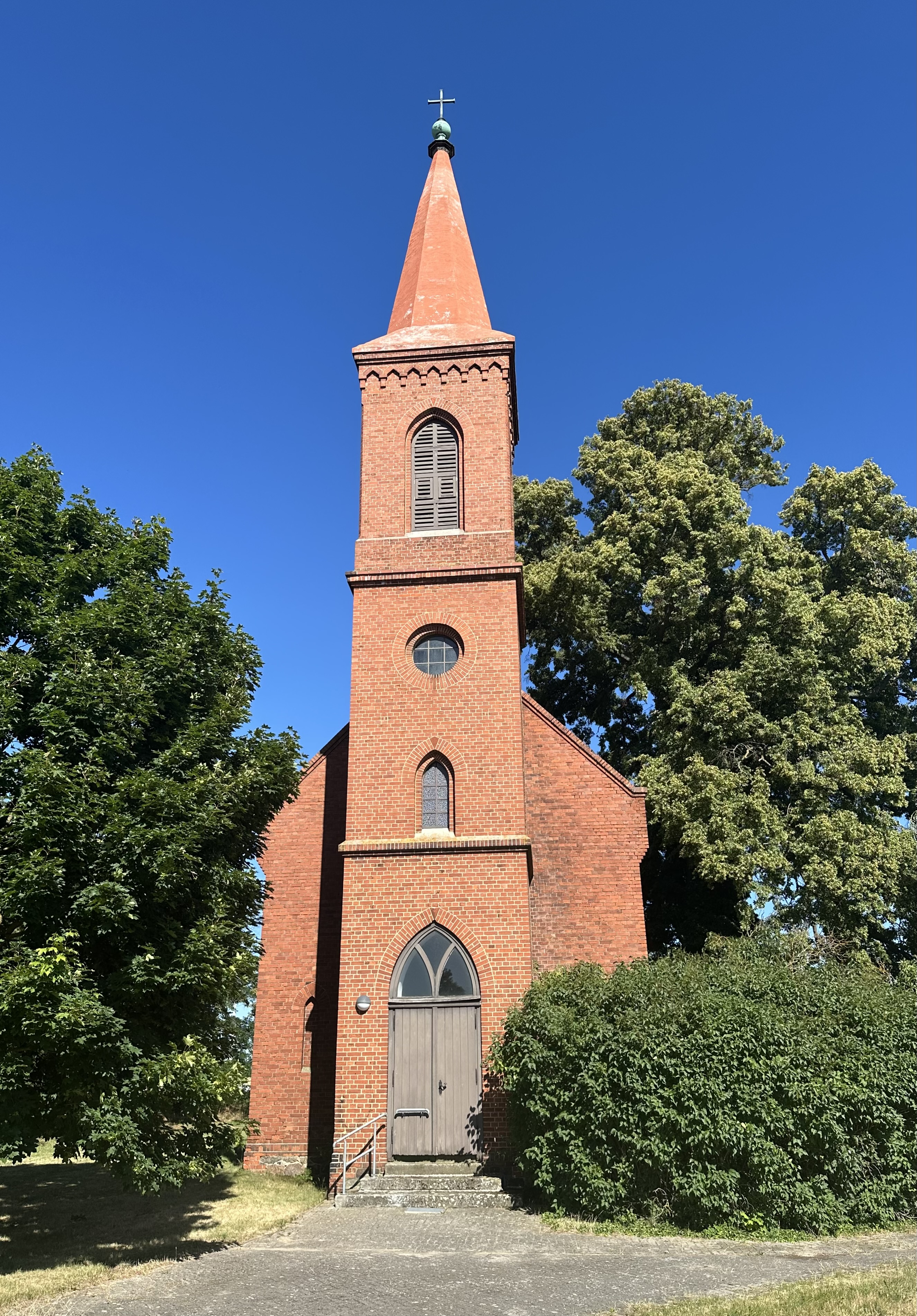
Kirchturm

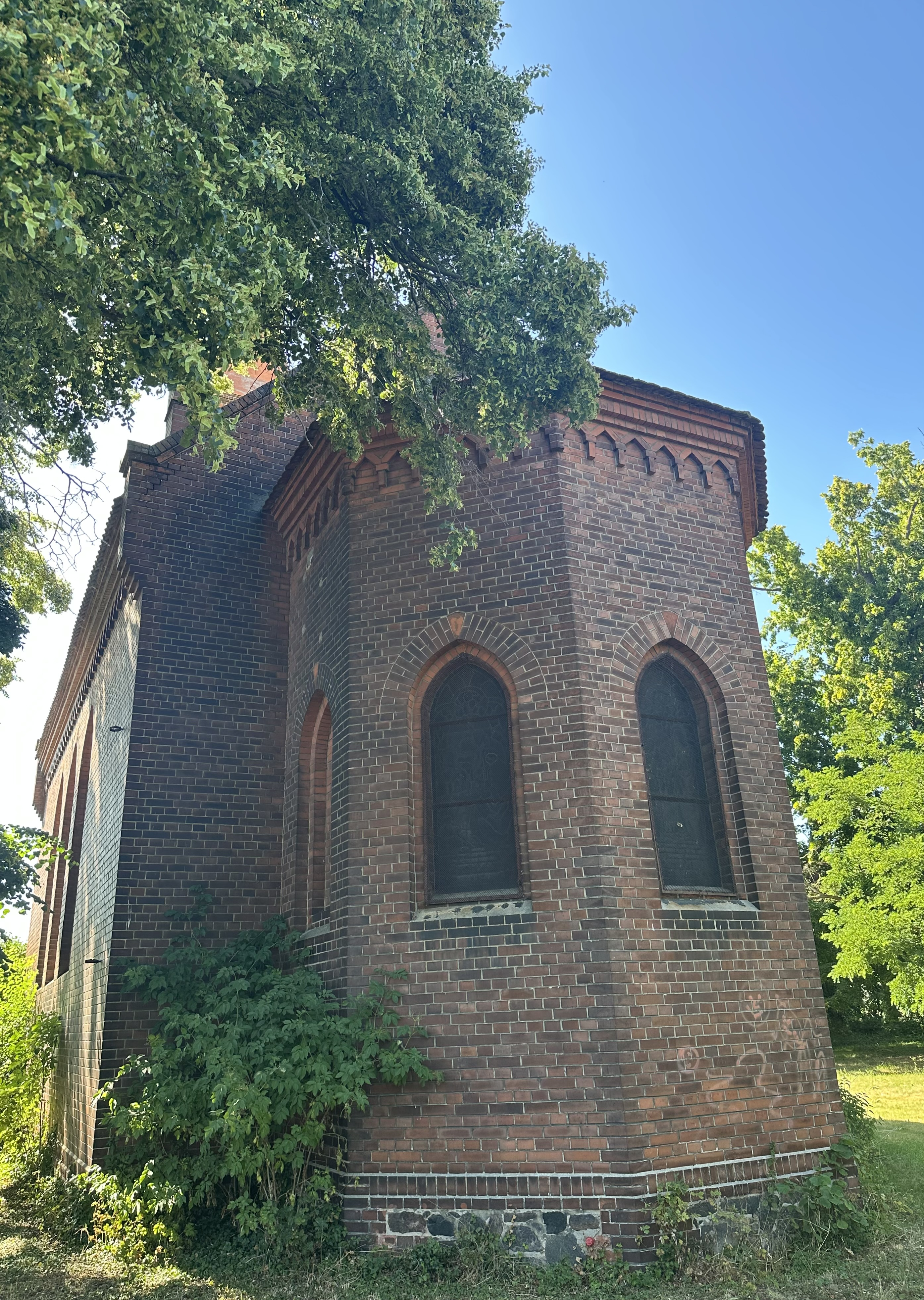
Apsis

Die Dorfkirche Badewitz ist eine denkmalgeschützte evangelische Kirche im Ortsteil Badewitz der Stadt Zerbst in Sachsen-Anhalt.
Sie gehört zum Kirchenkreis Zerbst der Evangelischen Landeskirche Anhalts.

## Lage
Die Kirche steht am nördlichen Dorfrand, nördlich der Deetzer Straße in Badewitz, an der Adresse Deetzer Straße 30.

## Architektur und Geschichte
Die Backsteinkirche wurde 1880 im Stil der Neugotik als Saalkirche errichtet. Sie entstand anstelle einer Vorgängerkirche. 1534 war Badewitz nach einer Visitation von Lindau nach Deetz zugeordnet worden.
Pläne für einen Neubau bestanden bereits über längere Zeit, waren auf Grund der Kosten aber zurückgestellt worden. Ende 1878 wurde der Neubau beschlossen. Die Kosten wurden mit 21.000 Mark kalkuliert. Zwei Drittel der Kosten trug das Herzogtum Anhalt. Entwurf und  Bauaufsicht übernahm der Zerbster Bauinspektor Hummel. Die Tischlerarbeiten erledigte die Firma Stiel aus Ankuhn, die Ziegel für die Hintermauerung stammen von der Ziegelei Lux aus Roßlau (Elbe). Am 1. März 1880 wurde der Vorgängerbau nach einem letzten Gottesdienst abgerissen. Während der Bauzeit besuchten die Badewitzer die Kirche in Straguth. Am 28. Juli 1880 wurde das vergoldete Kreuz samt Turmkugel auf den Turm aufgesetzt. Die Einweihung fand im Oktober 1880 statt.
Der Grundriss des eingezogenen Chors ist quadratisch mit einem 5/8-Schluss. Der schlanke Kirchturm auf gleichfalls quadratischem Grundriss befindet sich auf der Westseite und verfügt über einen gemauerten Helm. Bekrönt wird er von einem Kreuz.
Im Kircheninneren ist das Schiff mit einer flachen Balkendecke gedeckt, während der Chor und das Erdgeschoss des Turms von einem Gratgewölbe überspannt werden. Auf der Westseite befindet sich eine Empore, auf der auch die 1882 vom Zörbiger Orgelbauer Wilhelm Rühlmann senior gebaute Orgel steht. Die einheitliche Ausstattung ist noch bauzeitlich.
In der Apsis stellen die Fensterbilder Taufe, Abendmahl und Trauung dar. Sie wurden 1907 von Einwohnern aus Badewitz gestiftet. Im Turm befindet sich eine Stahlglocke aus dem Jahr 1921, die von der Firma Schilling und Lattermann in Apolda gegossen wurde.
Im Juni 2011 wurde im Rahmen einer Restaurierung aus der Turmkugel eine Zeitkapsel aus dem Jahr 1880 geborgen.
Im Denkmalverzeichnis des Landes Sachsen-Anhalt ist die Kirche unter der Erfassungsnummer 094 40803 als Baudenkmal verzeichnet.